# قتل الأمل (كتاب)
قتل الأمل: تدخلات الجيش الأمريكي ووكالة المخابرات المركزية منذ الحرب العالمية الثانية هو كتاب عن تاريخ العمليات السرية لوكالة المخابرات المركزية والتدخلات العسكرية للولايات المتحدة خلال النصف الثاني من القرن العشرين بقلم ويليام بلوم. يأخذ الكتاب نظرة انتقادية شديدة للسياسة الخارجية الأمريكية.
يغطي الكتاب العديد من مشاريع السياسة الخارجية للولايات المتحدة بعد الحرب العالمية الثانية وما بعدها. فرضيتها الأساسية هي أن أنشطة الحرب الباردة الأمريكية في الخارج تمت بدوافع إمبريالية. إنها نسخة محدثة ومنقحة من أحد أعمال بلوم السابقة: وكالة المخابرات المركزية: تاريخ منسي (1986).
وصف نعوم تشومسكي الكتاب بأنه «أفضل كتاب في هذا الموضوع». وصفه جون ستوكويل بأنه «الملخص الوحيد الأكثر فائدة لتاريخ وكالة المخابرات المركزية». ورأى رامزي كلارك أنه مساهمة قيمة. وكتبت تيريزا بيلتون جونسون من الأمن الدولي: «لقد أدى بلوم خدمة مهمة جدًا في جمع هذا المعلومات في مكان واحد والتوثيق جدير بالثناء».